# Duke’s Company

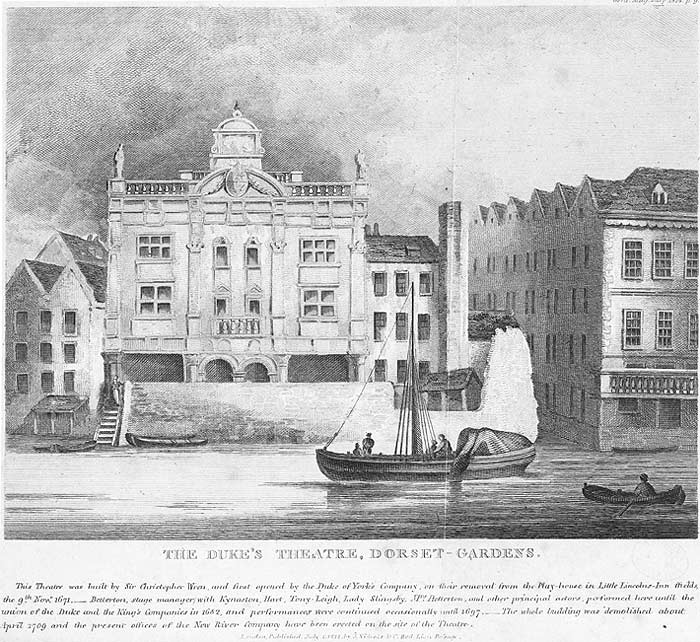
Das Duke’s Theatre an Dorset Gardens, von der Flussseite her gesehen

Die Duke’s Company war eine englische Theaterkompanie, welche zu Beginn der Stuart-Restauration 1660 von König Karl II. die Erlaubnis erhielt, Theaterstücke aufzuführen. Die Kompanie stand unter der namensgebenden Schirmherrschaft des Prince James, Duke of York und ihr Leiter war Sir William Davenant. Sie ging 1682 mit der konkurrierenden King’s Company in der United Company auf.

## Geschichte
König Charles II. ließ gleich nach seiner Inthronisierung 1660 wieder öffentliche Theateraufführungen zu. Da er zuvor während seines Frankreichexils die französische Kultur und auch das dortige Theater erlebte, wünschte er sich mit diesen Impressionen eine neue Theaterlandschaft in England zu gestalten. Hierzu erteilte er am 21. August 1660 dem Dramatiker Thomas Killigrew und Sir William Davenant die vorläufige Erlaubnis, jeweils eine Theatergesellschaft („Company“) zu gründen. Killigrews King’s Company wurde dabei vom König selbst gestützt und gefördert; Davenants Duke’s Company erhielt das Patronat von dessen Bruder, dem Duke of York, dem späteren König Jakob II. Diese vorläufigen Privilegien wurden später durch ein Letters Patent ersetzt, verbunden mit einer Zementierung eines erblichen Theatermonopols für die Patentinhaber („Theatre Royal“).
Die Kompanie begann ihre Arbeit am alten Salisbury Court Theatre und nutzte auch gelegentlich das Cockpit in der Drury Lane. Nach einem Jahr zogen die Schauspieler in ein neues Zuhause, welches nach Umbau in einem ehemaligen Ballhaus (einem frühen Vorläufer heutiger Tennishallen) eingerichtet wurde. Am 28. Juni 1661 eröffnete das neue Lincoln’s Inn Fields Theatre mit „The Siege of Rhodes“, einem älteren Werk von Davenant. Dieses Musiktheaterstück gilt auch als die erste englische Oper. Der spätere Schauspielstar der Truppe, Thomas Betterton, trug den Prolog vor. Die Aufführung erregte derart viel Aufmerksamkeit, dass der König selbst, zusammen mit seiner Tante Elisabeth Stuart, erstmals ein öffentliches Theater besuchte. Noch im gleichen Jahr brachte die Duke’s Company Hamlet in einer Neuinszenierung auf die Bühne. Hierbei kam erstmals neuartige Bühnentechnik zum Einsatz, die Davenant in das Theater bauen ließ. Bewegliche, bzw. austauschbare Kulissen sorgten für frische Bühnenbilder und ein Proszenium mit bespielbaren Balkonen darüber belebte die Aufführung. Die großen Kulissenleinwände konnten in Bodenrillen sanft und mechanisch zwischen – oder auch während – den einzelnen Akten ausgetauscht werden. Samuel Pepys sah die Produktion am 24. August und schrieb in seinem Tagebuch: „mit all den Bühnenbildern sehr gut, aber über all dem brachte Betterton die Rolle des Prinzen jenseits aller Vorstellungskraft“. Davenant versuchte das Beste aus den zehn Shakespeare-Stücken zu machen, die ihm aufzuführen erlaubt waren. 1662 brachte er The Law Against Lovers, eine stark ins Komödiantische veränderte Version von Maß für Maß, welches Anteile von Viel Lärm um Nichts beinhaltete. Das war die früheste aller Shakespeare-Adaptionen, welche während der Restaurationsära und dem 18. Jahrhundert produziert wurden.
Die Kompanie führte auch einige Stücke aus dem Kanon John Fletchers und dessen Partner Francis Beaumont auf. Die Domäne der rivalisierenden King’s Company waren die traditionellen Theaterstücke, während die Duke’s Company auch neue Arbeiten anderer unbekannterer Autoren förderte und mit neuen Formen der Darstellung experimentierte. So inszenierte die Duke’s Company Stücke von Davenant, John Dryden, Thomas Otway, George Etherege, Thomas Shadwell und andere; Ebenso alle neuen Stücke von Aphra Behn von 1670 bis 1682. Auch ausländische Theaterstücke, so aus Frankreich, wurden für die englische Bühne übersetzt. So lief die 1663 produzierte Komödie „The Adventures of Five Hours“ (von Sir Samuel Tuke und (möglicherweise) George Digby, 2. Earl of Bristol, adaptiert von Antonio Coellos Komödie Los Empeños de Seis Horas) 13 ausverkaufte Abende lang und bildete so den ersten großen Erfolg des Restaurationsdramas.
Ebenso wie die King’s Company brachte Davenats Truppe erstmals Schauspielerinnen auf die Bühne. Zuvor war dies verboten und alle weiblichen Rollen wurden von Männern gespielt. Berühmt war Mary Saunderson, die spätere Ehefrau Bettertons, welche viele der Hauptrollen in Shakespeares Stücken übernahm. Auch Anne Gibbs (später verheiratet mit Thomas Shadwell), Hester Davenport und Mary Lee legten hier beachtliche Karrieren hin.
Samuel Pepys sah viele der Duke’s Produktionen und notierte sie in seinem berühmten Tagebuch. König Karl besuchte die Vorstellungen ebenfalls, was ein Bruch mit vergangenen Traditionen darstellte, da es bislang üblich war, dass Theaterensembles jeweils am Hofe gastierten. In den geschäftigsten Spielzeiten brachte die Company 50 verschiedene Stücke pro Jahr auf die Bühne, ein Fünftel davon Premieren.
Nach Davenants Tod im April 1668, übernahm Betterton die Führung der Company, in Zusammenarbeit mit Davenants Witwe Lady Mary Davenant. Um den bisherigen Erfolg sicherzustellen, erweiterte das Management seine Strategie, u. a. indem es ab 1669 an drei aufeinanderfolgenden (und recht profitablen) Sommerspielzeiten in Oxford teilnahm. Am 9. November 1671 zog die Theaterkompanie in ein neu errichtetes Theater am Dorset Garden, später auch Queen’s Theatre genannt. Die Duke’s Company nutzt erfolgreich die neuartigen szenischen Möglichkeiten des Dorset Garden Theatres. Die erfolgreichste der aller Semi-Opern der Company war die Dryden/Davenant-Adaption von Shakespeares Der Sturm, die am 7. November 1669 uraufgeführt wurde.
Ab 1675 spielte Elizabeth Barry mit der Duke’s Company und wurde einer der bekanntesten Stars jener Zeit.
Während der Papisten-Verschwörung (1678–1681) erlitten die beiden Theatergesellschaften große Verluste und beschlossen daher sich 1682 zur United Company zusammenzuschließen. Der Spielbetrieb wurde weiterhin im Dorset Garden Theatre, dem bisherigen Sitz der Duke’s Company für Opern und Galas und an der Drury Lane, im Theater der vormaligen King’s Company, mit reinem Theaterschauspiel fortgesetzt. Ab 1693 übernahm der umstrittene Leiter des Theatre Royal Drury Lane Christopher Rich das Management der fusionierten Kompanien.
John Downes war der Souffleur der Duke’s Company zwischen 1662 und 1706. 1708 veröffentlichte er sein Buch „Roscius Anglicanus“, welches heute als die Hauptquelle über die Ära der Restaurationstheater gilt.

## Aufbau der Kompanie

### Management

#### Sir William Davenant
Sir William Davenant war Gründer und Intendant der Duke’s Company. Überdies war er auch der Inhaber des wichtigen royalen Patents, welches ihm erst die Theatererlaubnis gab. Nachdem Killigrew sein Patent für die King’s Company erhielt, entwarf Davenant einen Vertrag, der ihm und Killigrew das Oligopol der neuen Theaterlandschaft gab. Davenant tat dies, da er von König Karl I. 1639 die Zusage erhielt sein eigenes Theater zu bauen. Darüber hinaus kreditierte ihn seine Zusammenarbeit mit Karl I., ebenso dass er der Verfasser der beiden, während des puritanischen Regimes gespielten, Opern war, als versierten und zuverlässigen Manager der zweiten Kompanie.
Davenant glaubte immer mehr daran, dass das spektakuläre Schauspiel der Weg des britischen Theaters sei. Mary Edmond schrieb, dass er „schon früh realisierte dass Theaterbesucher recht bald nach dem Kulissentheater verlangen würden“. Dies wurde weitergeführt, indem immer neue Bühnenbilder mit wechselbaren Kulissen erschaffen wurden, welche auch regelmäßig gewechselt und aktualisiert wurden, um die Aufführungen aufzufrischen, sodass sie sich für das Publikum neu anfühlten. In seiner Zeit als Intendant setzte Davenant den Ruf der Duke’s Company. Im Vergleich zur konkurrierenden King’s Company, welche jährlich 108 Stücke auf die Bühne brachte, waren es bei der Davenants Truppe aber nur 23. So wandte sich Davenant den Stücken der Vorrestaurationszeit zu, schrieb sie um und passte sie dem zeitgenössischen Geschmack an. Hier arbeitete er mit Autoren wie George Etherege, John Dryden und Roger Boyle.
Er versuchte nicht nur, die Arbeit der Duke’s Company modern zu halten, sondern plante auch Theater funktionaler und höchster Qualität. Dies manifestierte sich im Dorset Garden Theatre. Zwar wurde dies erst nach seinem Tode fertiggestellt, aber zuvor gelang es ihm, das die Finanzierung des ambitionierten Projekt sicherzustellen. Zu diesem Zweck gab er 7/10 des Wertes an Aktien zu einem Preis zwischen 600 und 800 britischen Pfund an Privatpersonen heraus. Zudem beglichen die Anteilseigner den Rest der beträchtlichen Summe von 9000 Pfund Sterling, die ungefähr die Kosten des Theaters und die dazugehörige 39-jährige Pacht des Grundstücks am Themseufer (nahe der heutigen Blackfriars Bridge) ausmachten.

#### Henry Harris und Thomas Betterton
Das Theater wurde unter der Regie eines neuen Managements fertig gebaut. Bei diesem handelt es sich um eine Zusammenarbeit zwischen den führenden Schauspielern Thomas Betterton und Henry Harris, in steter Absprache mit Davenants Witwe. Gemeinsam führten sie die Duke’s Company weiter. Das Theater am Dorset Garden war innenarchitektonisch und bühnentechnisch das Aufwendigste und Beste, was zu dieser Zeit möglich war. Hier war klar der Einfluss kontinentaleuropäischer Theater zu erkennen. Aus diesem Grunde reiste Betterton auch kurz vor dem Theaterbau auch nach Frankreich. Darüber hinaus rühmte sich das Haus neuer Stückeschreiber wie Aphra Behn, Thomas Otway und auch wieder John Dryden. Betterton und Harris schrieben, im Gegensatz zu Davenant, jedoch keine eigenen Stücke für das Haus.

### Finanzierung und Eigentumsrechte
Wem die Duke’s Company „gehörte“ bleibt letztlich unklar. Gesichert ist, dass Anteilseigner durch ihre Einlagen an die Kompanie gebunden waren und Einfluss auf die Geschäfte nehmen konnten. Der Hauptanteilseigner, wie auch Inhaber des Patents, also der Spielerlaubnis, war William Davenant und gilt so sicherlich in der Zeit von 1660 bis zu seinem Tode 1668 als der Haupteigentümer. Zeitlich gefolgt von seiner Witwe Lady Davenant. William Van Lennep unterstützt diese Annahme, indem er schreibt: „Die formale Struktur dieser Art von Vereinbarung bestand also aus einem Eigentümer (der größte Anteilseigner), der sowohl in Theater- als auch in Finanzangelegenheiten der Kapitän des Unternehmens war; eine kleine Anzahl an beteiligten Schauspielern, die einen Teil des Gewinns erhielten, nachdem die laufenden Kosten bedient waren, und eine große Anzahl von Schauspielern, die lediglich ihr Gehalt bezogen.“ Um Renovierungen und neue Produktionen zu finanzieren, wurden von Zeit zu Zeit neue Anteilscheine ausgegeben, sodass jeder Interessierte Miteigentümer der Kompanie werden konnte. Wobei aber angenommen wird, dass nur Personen einer bestimmten Klasse in das Unternehmen eintreten konnten.

### Frauen im Ensemble
1660 durften in England erstmals Frauen auf der kommerziellen Bühne auftreten. Die damalige Bedeutung dieser Neuerung war jedoch eher gering und erfuhr nur wenig schriftlichen Niederschlag. Die Tatsache, dass hierüber nicht gesondert berichtet wurde, lässt vermuten, dass der gesellschaftliche Einfluss von Frauen, die im Theater auftraten und die Tatsache als solche, nur gering war. Ein Beispiel für eine der Frauen, die zuerst auf der Bühne erschien, war Mrs. Eastland. Ihr Name tauchte in den Rollenverzeichnissen jedoch erst 1669 auf, neun Jahre nach Eintritt in das Ensemble, und spielte auch nur kleine Rollen. Trotz der Auftrittserlaubnis für Frauen war das Patriarchalische des Theaters weiterhin recht evident. Mag für Männer der Beruf des Schauspielers als angesehen gelten, hieß es hingegen, dass „keine Frau mit echten Vorstellungen von Seriosität je eine Bühnenkarriere anstreben würde“. Aber weil der Beruf das rasche Einstudieren von Rollen und ein zivilisiertes Auftreten erfordert, musste die Company Frauen mit zumindest mittlerem gesellschaftlichen Profil finden. Dies deutet auf die Klassenunterschiede und die allgemeine Bedeutung von Männern im Vergleich zu Frauen innerhalb des Ensembles hin.

## Theaterstücke
Das neue Theater an Dorset Gardens der Duke’s Company eröffnete am 28. Juni 1661 mit der spektakulären Oper „The Siege of Rhodes“. Das neue Theater bot dem Ensemble aufgrund seiner modernen Technik neue Möglichkeiten, reichhaltige und dramatische Aufführungen zu gestalten. „Eine kleine Bühne und ein Proszenium-Bogen; die Szenerie bestand aus beidseitigen Flügeln großer bemalter Leinwände, die entlang Rillen im Boden und Zügen der Bühne bewegt werden konnten.“ Das Dorset Garden Theatre war das erste öffentliche Schauspielhaus in England, das derartige Innovationen einsetzte und das beeinflusste auch die Auswahl der Stücke. Die Stücke wurden zu Spektakeln; „Siege of Rhodes“ galt als „furiose Produktion“. Andere Inszenierungen wie Hamlet (1661), Love and Honour (1661) und Der Sturm (1667) gaben den Restaurationsspektakel und Opern der Dukes Company ihren besonderen Charakter. Downes merkte an, dass die Adaption von „Love and Honor“, ein Stück Davenants, ursprünglich aus dem Jahr 1643, eher „Richly Cloth’d“ (etwa: „Extravagant gekleidet“) heißen sollte, da Betterton in betont feine Gewänder gekleidet und das Set außergewöhnlich opulent war.

### Shakespeare
Die Duke’s Company erhielt die exklusiven Rechte zur Aufführung von zehn Shakespeare-Stücken: Hamlet, Macbeth, König Lear, Romeo und Julia, Der Sturm, Was ihr wollt, Viel Lärm um Nichts, Maß für Maß, Heinrich VIII. und Perikles, Prinz von Tyrus. Zusammen mit talentierten Schauspielern wie Betterton gelang es der Company, besonders gelungene, adaptive Inszenierungen der Shakespeare-Stücke auf die Beine zu stellen.

### Davenant
William Davenant konnte als Manager, Intendant und mit guten Beziehungen zum König ausgestattet, zusammen mit seinem Patentrecht und dem Talent Bettertons seine eigenen Stücke produzieren. Killigrew und Davenant wollten Tragödien, Komödien, Theaterstücke, Opern und andere vergleichbare Unterhaltung aufführen, wobei sie angemessene Eintrittsgelder festlegten, um „den hohen Ausgaben von Bühnenbildern, Musik und neuen Dekorationen zu begegnen, [solche] die früher nicht verwendet worden sind“.

### Zensur
Das königliche Theatermonopol wurde durch die gesetzliche Befugnis des Lord Chamberlain of the Household überwacht. Die Behörde Chamberlains, vertreten durch Master of the Revels, besaß die Macht Theateraufführungen, wie geschriebenen Werke zu zensieren. Hierzu mussten die Texte und Libretti 14 Tage vor Aufführung zur Prüfung eingereicht werden. Sogar Thomas Killigrew hatte einmal die Position des Masters of the Revels inne (von 1673 bis 1677). Die Duke’s Company kam 1667 in das Fadenkreuz der Zensurbehörde, als der Komödiant und bekannte Improvisationskünstler Edward Angel einen Haftbefehl erhielt. Die Gründe sind unklar, aber es wird vermutet, dass er während einer seiner freien Improvisationen die Grenze der zulässigen politischen Satire überschritt.
Die Lizenzaufsicht kontrollierte sogar den Spielplan und zugelassene Ensemblemitglieder. Zum Beispiel ordnete die Behörde am 6. Februar 1720 am Theatre Royal Drury Lane an, dass John Gays neue pastorale Tragödie „Dione: A Pastoral Tragedy“ unmittelbar nach John Hughes „Siege of Damaskus“, zu spielen sei.